# U-400 (tàu ngầm Đức)
U-400 là một tàu ngầm tấn công  Lớp Type VII thuộc phân lớp Type VIIC được Hải quân Đức Quốc Xã chế tạo trong Chiến tranh Thế giới thứ hai. Nhập biên chế năm 1944, nó chỉ thực hiện được một chuyến tuần tra duy nhất và không đánh chìm được mục tiêu nào, trước khi bị mất do trúng thủy lôi trong eo biển Manche vào ngày 15 tháng 12, 1944.

## Thiết kế và chế tạo

### Thiết kế

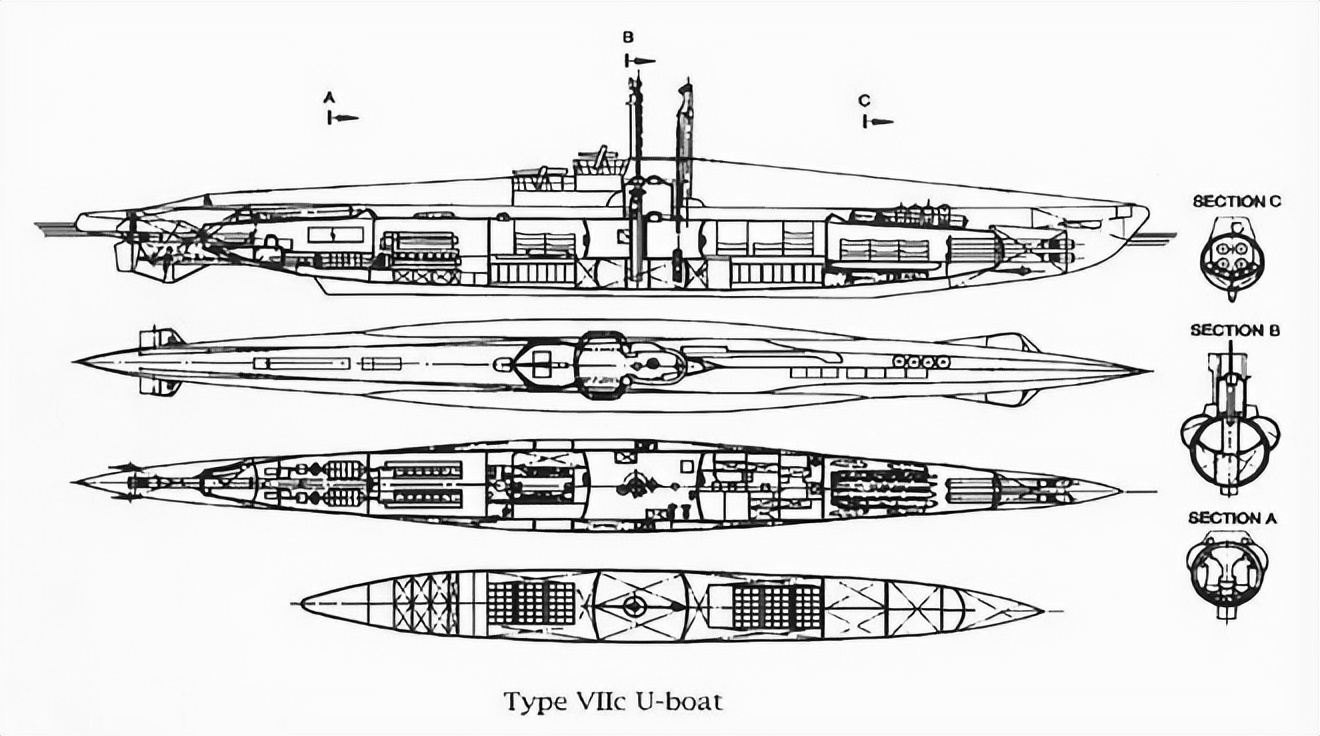
Sơ đồ các mặt cắt một tàu ngầm Type VIIC

Phân lớp VIIC của Tàu ngầm Type VII là một phiên bản VIIB được kéo dài thêm. Chúng có trọng lượng choán nước 769 t (757 tấn Anh) khi nổi và 871 t (857 tấn Anh) khi lặn). Con tàu có chiều dài chung 67,10 m (220 ft 2 in), lớp vỏ trong chịu áp lực dài 50,50 m (165 ft 8 in), mạn tàu rộng 6,20 m (20 ft 4 in), chiều cao 9,60 m (31 ft 6 in) và mớn nước 4,74 m (15 ft 7 in).
Chúng trang bị hai động cơ diesel Germaniawerft F46 siêu tăng áp 6-xy lanh 4 thì, tổng công suất 2.800–3.200 PS (2.100–2.400 kW; 2.800–3.200 bhp), dẫn động hai trục chân vịt đường kính 1,23 m (4,0 ft), cho phép đạt tốc độ tối đa 17,7 kn (32,8 km/h), và tầm hoạt động tối đa 8.500 nmi (15.700 km) khi đi tốc độ đường trường 10 kn (19 km/h). Khi đi ngầm dưới nước, chúng sử dụng hai động cơ/máy phát điện Garbe, Lahmeyer & Co. RP 137/c  tổng công suất 750 PS (550 kW; 740 shp). Tốc độ tối đa khi lặn là 7,6 kn (14,1 km/h), và tầm hoạt động 80 nmi (150 km) ở tốc độ 4 kn (7,4 km/h). Con tàu có khả năng lặn sâu đến 230 m (750 ft).
Vũ khí trang bị có năm ống phóng ngư lôi 53,3 cm (21 in), bao gồm bốn ống trước mũi và một ống phía đuôi, và mang theo tổng cộng 14 quả ngư lôi, hoặc tối đa 22 quả thủy lôi TMA, hoặc 33 quả TMB. Tàu ngầm Type VIIC bố trí một hải pháo 8,8 cm SK C/35 cùng một pháo phòng không 2 cm (0,79 in) trên boong tàu. Thủy thủ đoàn bao gồm 4 sĩ quan và 40-56 thủy thủ.

### Chế tạo
U-400 được đặt hàng vào ngày 25 tháng 8, 1941, và được đặt lườn tại xưởng tàu của hãng Howaldtswerke ở Kiel vào ngày 18 tháng 11, 1942. Nó được hạ thủy vào ngày 8 tháng 1, 1944, và nhập biên chế cùng Hải quân Đức Quốc Xã vào ngày 18 tháng 3, 1944 dưới quyền chỉ huy của Hạm trưởng, Đại úy Hải quân Horst Creutz.

## Lịch sử hoạt động
Sau khi hoàn tất việc huấn luyện trong thành phần Chi hạm đội U-boat 5, U-400 được điều sang Chi hạm đội U-boat 11 từ ngày 1 tháng 11, 1944 để phục vụ trên tuyến đầu. Vào khoảng tháng 10, 1944, con tàu được trang bị ống hơi nhằm cải thiện tính năng lặn dưới nước.
Vào đầu tháng 11, U-400 xuất phát từ Kiel, Đức để lần lượt di chuyển đến các cảng Aarhus, Đan Mạch; Horten (phía Nam Oslo); và cuối cùng đến Kristiansand, Na Uy. Nó xuất phát từ đây vào ngày 15 tháng 11 cho chuyến tuần tra duy nhất trong chiến tranh, với chỉ thị sẽ băng qua khe GIUK giữa các quần đảo Shetland và Faroe để vòng qua quần đảo Anh, và hoạt động trong vùng biển Đại Tây Dương ở lối ra vào phía Tây của eo biển Manche. Sau khi U-400 hoàn toàn mất liên lạc và không quay trở về căn cứ trong hạn định, nó được cho là đã mất mà không rõ nguyên nhân vào cuối tháng 1, 1945 với tổn thất toàn bộ 50 thành viên thủy thủ đoàn.
Sau chiến tranh, phía Đồng Minh ghi công đánh chìm U-400 cho một đợt tấn công bằng mìn sâu bởi tàu frigate HMS Nyasaland vào ngày 17 tháng 12, 1944, ở vị trí khoảng 30 nmi (56 km) về phía Đông Nam Kinsale, Ireland.
Xác tàu đắm của U-400 cuối cùng được xác định bởi nhà khảo cổ hàng hải Innes McCartney và nhà sử học Axel Niestle vào năm 2006. Nó ở vị trí khoảng 10 mi (16 km) về phía Tây Bắc Padstow, Cornwall, tại tọa độ 50°40′B 05°05′T / 50,667°B 5,083°T, cạnh xác tàu đắm của hai chiếc U-boat khác: U-325 và U-1021. Cả ba đã bị đánh chìm trong eo biển Bristol bởi một bãi thủy lôi của Anh.
Chiếc U-boat bị Nyasaland đánh chìm giờ đây được xác nhận là chiếc U-772.